# Бијели покрет
Бијели покрет (рус. Белое движение; познат још и као Бијело дјело или Бијела идеја, рус. Белое дело или Белая идея), био је војно-политички покрет разних политичких снага, формираних у Руском грађанском рату од 1917. до 1923. године, ради борбе против совјетских комунистичких снага, који су називани црвени.
У покрету је било представника умјерених социјалиста и републиканаца, као и монархиста, сједињених око заједничке борбе против бољшевичке идеологије, а дјеловали су на основу принципа „Велика, Јединствена и Недјељива Русија“. Бијели покрет је био највећа антибољшевичка војно-политичка сила за вријеме грађанског рата, а упоредо са њим су дјеловали и други антибољшевички демократски покрети, националистички сепаратистички покрети у Украјини, Сјеверном Кавказу, Криму и басмачије у средњој Азији. Појам „Бијели покрет“ је настао у Совјетској Русији, а од 1920-их је у сталној употреби у руској емиграцији.
Многе могућности су разликовале Бијели покрет од остатка антибољшевичких снага из грађанског рата:
- Бијели покрет је био војно-политички покрет против совјетске власти и савезнике те политичке структуре, а његова непомирљивост у односу према совјетским властима искључила је миран или компромисан крај грађанског рата.
- Бијели покрет у ратном времену поставља приоритет власти једне особе над власти колегијума, а војне над грађанском. За бијеле власт[3] карактерише одсуство јасне подјеле власти, представничких тијела, која ако постоје не играју никакву улогу или је њихова улога само савјетодавна.
- Бијели покрет је покушао свој легитимитет широм земље, представљајући свој контуитет од претфебруарске и претоктобарске Русије.
- Признањем свих регионалних власти Бијелих широм земље адмирал Александар Колчак је постигао јединство политичког програма и координацију војних дејстава. Рјешења аграрног, радничког, националног и других питања била су веома битна.
- Бијели покрет је имао своју симболику: бијело-плаво-црвену заставу, грб и званичну химну „Коль славен наш Господь в Сионе“.[4]

Идеолошка појава Бијелог покрета се води од Корниловљеве побуне у августу 1917. године. До организационог формирање Бијелог покрета је дошло након Октобарске револуције и ликвидације Уставотворне скупштине од октобра 1917. до јануара 1918. године и завршено је послије доласка на власт адмирала Колчака и признања Врховне владе Русије у главним средиштима Бијелог покрета на сјеверу, сјеверозападу и југу Русије.
Упркос чињеници, да је у идеологији Бијелог покрета било озбиљних разлика, у њему је преовладавала жеља за успостављање демократског, парламентарног устројства у Русији, као и приватне својине и слободних тржишних односа. Бијели покрет у потпуности, упркос политичким идејама: републиканаца, монархиста, неопредијељених, представља војно-политички покрет који је у потпуности подржавао вриједности Стољпинове Русије.

## Поријекло и настанак
Неки учесници дешавања су сугерисали да је Бијели покрет настао у прољеће 1917. године. Миљуков је тврдио да је Покрет првобитно настао у љето 1917. године као јединствени антибољшевички фронт од социјалиста до кадета. Генерал Дењикин је повезао појаву Бијелог покрета (антивладиног или антибољшевичког) са радњама које су одржане почетком маја 1917. године на  официрском конгресу у Могиљову, на коме је генерал Алексејев формулисао главни слоган - „Спас отаџбини!“ (рус. Спасать Отечество!). Према теорији руског контрареволуционара, генерала Генералштаба Николаја Головина позитивна идеја покрета је била у томе, што је настао ради спречавања рушења државе и војске.
Неки од учесника дискусије о настанку Бијелог покрета видјели су први корак настанка у Корниловљевој побуни у августу 1917. године. Главни учесници ове побуне (Корнилов, Дењикин, Марков, Романовски, Лукомски и др.), касније бихавски затвореници, постали су водеће личности Бијелог покрета у јужној Русији. По генералу Алексејеву Покрет је настао након доласка на Дон 15. новембра 1917. године.
Већина истраживача се слаже да је Октобра 1917. почео пад самовоље развојем контрареволуције у жељи спречавања пропасти државе и иницирао је њену идеју у противбољшевичку снагу, која је обухватала најразличитије, чак и непријатељске скупине.
Бијели покрет одликује државотворство. То је протумачено као неопходно и обавезно да би се повратио ред и владавина закона у име очувања националног суверенитета и одржања међународног ауторитета Русије.
Поред борбе против Црвене армије, Бијели покрет је водио борбу против зелених и сепаратиста у грађанском рату од 1917. до 1923. На тај начин, борба Бијелих се дијелила на сверуску (борба Руса између себе) и обласну (борба Бијеле Русије, скупљајући снагу на простору неруских народа, како против Црвене Русије, тако и против сепаратиста који су се покушали одвојити од руских народа).
Припадници покрета су називани „бјелогардејцима“ или „бијелима“. У бјелогардејце се не убрајају анархисти (Махно) и тзв. „зелени“, који су се борили и против „црвених“, и против „бијелих“, и национално-сепаратистичке оружане формације, створене на територији бивше Руске Империје, које су имале за циљ добијања независности појединих националних територија.
По мишљењу Дењикиновог генерала Залеског, и са њим сагласног вође кадета Миљукова, поставити ову идеја на основу своје концепције грађанског рата и рада „Русије на прекретници“, бјелогардејци (или бјелоармејци, или просто бијели) су били приморани да узму оружје и организују бјелогардејски фронт, због тога што су бољшевици из свих слојева руског народа, чинили убистава и насиље над њима.
Окосницу Бијелог покрета чинио је официрски састав старе руске армије. При томе, већина млађих официра, а и кадета је дошла из сељачких породица. Поријекло са села су имале и водеће особе Бијелог покрета - генерали Алексејев, Корнилов, Дењикин итд.

### Руководство
У првом периоду борбе - вође Покрета су били генерали Руске императорске армије:
- Генерал Лавр Корнилов;
- Генерал Михаил Алексејев;
- Адмирал Александар Колчак;
- Генерал-пуковник Антон Дењикин;
- Генерал коњице Петар Краснов;
- Генерал коњице Алексеј Каледин;
- Генерал-пуковник Евгениј Милер;
- Генерал пешадије Николај Јуденич;
- Генерал-пуковник Василиј Болдирев;
- Генерал-пуковник Михаил Дитреихс;
- Генерал-потпуковник Иван Романовски;
- Генерал-потпуковник Сергеј Марков;

Током грађанског рата многи су напредовали у служби до чина генерала:
- Генерал-мајор Михаил Дроздовски;
- Генерал-потпуковник Владимир Капељ;
- Козачки атаман и генерал коњице Александар Дутов;
- Генерал-потпуковник Јаков Слашцов;
- Генерал-потпуковник Андрија Бакић (Србин);
- Генерал-потпуковник Андреј Шкуро;
- Генерал-потпуковник Григориј Семенов;
- Генерал-потпуковник и барон Роман Федорович фон Унгерн-Штернберг (Балтички Немац);
- Атаман сибирских козака и генерал-мајор, Борис Аненков;
- Генерал-мајор и кнез Павел Бермонт-Авалов;
- Генерал-мајор Николај Скоблин;
- Генерал-мајор Константин Сахаров;
- Генерал-мајор Викторин Молчанов.

Команданти коју су се покрету прикључили касније, а из различитих разлога се нису прикључили на почетку борби:
- Генерал-пуковник и барон Петар Врангел, будући Главнокомандујући Руске армије на Криму и
- Генерал-пуковник Михаил Дитерхис, командант Земске војске.

## Поријекло појма
Поријекло појма „бијели“ је повезан са употребом црвене и бијеле боје у политичке сврхе почетком 20. вијека. За вријеме Француске револуције монархисти (тј. противници револуционарног покрета) су користили боју француске краљевске династије - бијелу - како би изразили своје политичке ставове.
У руској историји појам „бијели ...“ означава присталице антиреволуционарних снага, који је први пут кориштен током борби у октобру у Москву — група московске студентске омладине, која је узела оружије како би спријечила бољшевичке говоре, носила је бијелу траку на рукавима и постала позната као „бијела гарда“ (као супротност бољшевичкој „црвеној гарди“).
Различите побуњенике, који су се борили против бољшевика, како у самој Совјетској Русији, тако и у пограничним областима земље, бољшевици су називали „бјелобандитима“, иако они у основи нису имали никакав међусобни однос. Код именовања страних оружаних јединица, било да су пружали подршку Бијелом покрету или да су самостално дјеловали против совјетске војске, бољшевици су користили и употребљавали префиске „бијели“: „бјелочеси“, „бјелофинци“, „бјелопољаци“, „бјелоестонци“. Аналогно је примјењивана и назив „бјелокозаци“. Такође, потребно је напоменути да је у совјетској штампи сваки контрареволуционарни покрета назван „бијели“, без обзира која је идеолошка и политичка припадност покрета (изузев „зелених“).
Историчар Давид Фељдман је примјетио, да су бољшевички идеолози и пропагандисти намјерно многе своје противнике називали „бијели ...“, а то се покушавало путем слике са траком бијеле боје као симбола монархиста-конзервативаца, преданих путу ка повратку у аутократију, који су се противили напредним револуционарним промјенама, иако су у антибољшевичком покрету монархисти били у знатној мањини, и да сами себе нису називали „бијелима“. Бијела боја је у овом случају историјски повезан са монархистима — противницима Француске револуције, а отуда се прати и поријекло црвене боје, као боје револуције у својој најрадикалнијој фази. Ове историјске конотацији обје боје се у бољшевичком пропагандном материјалу не изражавају, иако су биле познате у том времену. Према Фељдману, овај пропагандни трик се показао као веома ефикасан — у очима савременика „бијела“ је постала веза са повратком на старо, са слијепом жељом за обновом аутократије.

## Циљеви и идеологија
Значајан дио руске емиграције двадесетих и тридесетих година 20. вијека, коју је предводио политички теоретичар Иван Иљин, главнокомандујући Руске армије генерал-потпуковник барон Петар Врангел и кнез Павле Долгоруков, ставио је знак једнакости између „Бијеле идеје” и „државне идеје”. У својим радовима Иљин је писао о огромном духовном покрету снага противбољшевичког покрета, који се појавио „у несвакодневној страсти ка домовини, и љубави према Русији као истинског вјерског храма”. Савремени научник и истраживач Зимин истакао је у свом научном раду:
| „ | За њега Бијела идеја је идеја религије и истовремене борбе ’за дјело Божије на земљи’. Без идеје о ’честитим патриотама’ и ’руском националном јединству’, по убјеђењу руског филозофа, ’бијела’ борба би била обични грађански рат. | ” |

Генерал-потпуковник барон Врангел је током свог говора поводом формирања антисовјетског Руског совјета рекао, да Бијели покрет „неограниченом жртвом и крвљу најбољих синова” жели да врати у живот „беживотно тијело руске националне идеје”, а присталица књаза Долгорукова је тврдио, да Бијели покрет, чак и у изгнанству, мора да води идеју државних власти.
Вођа Кадета Павел Миљуков Бијели покрет је сматрао „језгром са снажном патриотском основом”, а главнокомандујући Оружаних снага Југа Русија генерал-пуковник Антон Дењикин је рекао „природна је тежња националног бића његово самоодржање и државотворност”. Дењикин је често наглашавао да вође и војници Бијелог покрета погинули „не због побједа овог или оног режима... већ због спасења Русије”, док генерал Алексеј фон Лампе вјеровао је да је Бијели покрет једна од фаза великог патриотског покрета.
Историчар Сергеј Волков дао је дефиницију идеолошког програма Бијелог покрета: „Идеологија учесника у бијелој борби није посебан партијски програм. Она је била само израз покрета нормалних људи против ненормалног: противприродне утопије и преступних резултата покушаја да се то спроведе”. Било је размимоилажења у идеологији Бијелог покрета, али је преовладавала жеља за обнављањем демократског, парламентарног система, приватне имовине и тржишних односа у Русији.